# Seznam bolnišničnih ladij Kopenske vojske Združenih držav Amerike
Seznam bolnišničnih ladij Kopenske vojske Združenih držav Amerike.

## Seznam
- USAHS Acadia
- USAHS Aleda E. Lutz
- USAHS Algonquin
- USAHS Blance F. Sigman
- USAHS Charles A. Stafford
- USAHS Chateau Thierry
- USAHS Comfort
- USAHS Dogwood
- USAHS Emily H. M. Weder
- USAHS Ernest Hinds
- USAHS Ernestine Koranda
- USAHS Francis Y. Slanger
- USAHS Hope
- USAHS Jarrett M. Huddleston
- USAHS John L. Clem
- USAHS John J. Meany
- USAHS Larkspur
- USAHS Louis A. Milne
- USAHS Mactan
- USAHS Maetsuckyer
- USAHS Marigold
- USAHS Mercy
- USAHS Relief
- USAHS Republic
- USAHS Seminole
- USAHS Shamrock
- USAHS St. Mihiel
- USAHS St. Olaf
- USAHS Tasman
- USAHS Thistle
- USAHS Wisteria